# الأسطورة بروس لي
أسطورةَ بروس لي هو مسلسل فنِّ التلفزيوني سيريِ صينيي عرض في 2008 مستند على قصّةِ حياةَ الفنانِ العسكريِ والممثلِ بروس لي. الحلقات الـ50 لمدة طويلة سلسلة أُنتجتْ وأُذيعتْ مِن قِبل دائرة تلفزيونية وكَانتْ قَدْ هُوّيتْ منذ 12 أكتوبر/تشرين الأول 2008. أنتج في هونغ كونغ داني تشان كبروس لي والممثلة الأمريكية ميشيل لانج كزوجة لي ليندا لي كادويل. غَطّتْ فترةُ الإنتاجَ تسعة شهورَ، بتصوير يَحْدثُ في الصين، هونغ كونغ، ماكو، الولايات المتّحدة، إيطاليا وتايلند، مَع ميزانية مِنْ 50 مليون يوانِ (الولايات المتحدة 7.3$ مليون).

## المؤامرة

### الجزء الأول: سَنَوات مدرسة عليا في هونغ كونغ
بروس لي (لي كسياو لمدة طويلة) طالب مدرسة عليا في مدرسة مع الطلاب البريطانيين في الغالب، مع الطلاب الصينيين مثل ه يعود في الأقلية. يلاحظ بروس إلى فزعه الذي كان هناك تمييز غير ملحوظ ضدّ جنسه في المدرسة، الذي يحثّه لبراعة لكي يثبت بأنّ الشعب الصيني مؤهّل وموهوب أيضا. سويّة مع صديق كين كسياو رجل طفولته، يشارك بروس في cha cha منافسة وانتصارات، كثير إلى إزعاج زميل دراسته البريطاني بلير لويس. هذه المنافسة، بالأضافة إلى كراهية بلير الواضحة للصينيين، يخلق توتّرا بين الاثنان، إداء إلى عدد من القتال الطبيعي. ساء تنافسهم المرّ عندما بروس إنضمّ إلى فريق ملاكمة المدرسة، الذي ملاكم آسه كان بلير. الاثنان يشارك في منافسة ملاكمة المدرسة، ويفقد بلير إلى بروس. بلير ثمّ يدرك بأنّ ليس مثله، بروس كان عنده فرصة جيدة من فوز بطولة الملاكمة. يقرّر مساعدة بروس بتعليمه بطل ثلاثة مرّات تقريبا ديفيد كوفير. هذا يؤشّر نهاية العداوة بين الاثنان، وبداية صداقة التي يبقون لعدّة سنوات بعد
مرة بروس السابقة مع بلير جعله يريد تعلّم فنون الدفاع الذاتي. يتكلّم مع العمّ تشاو حول هذا، وعمّ تشاو ممانع في باديء الأمر لكن يلين لتعليم بروس بعض قتال التقنيات. العمّ تشاو ثمّ يقنع آباء بروس أيضا أن يكون عندهم بروس يكون فنون الدفاع الذاتي معلّمة من قبل سيد كنغ فو.
يقابل بروس طفلا أصفرا، خادم وطالب مركز كنغ فو وانج ينشينج، الذي يحارب ويفقد إلى. أبّ بروس يساعده يصبح إعترف لإتقانك يونج تشان تشوان (ربيع شادوبوكسينج) تبدأ مدرسة وبروس تدريبه تحت السيد أنت. في بطولة الملاكمة، يطبّق بروس التقنيات المقاتلة تعلّم من السيد أنت وتربح ضدّ ديفيد كوفير.
الآن بارع في قتال، يستعمل بروس مهاراته لحماية رجال الأعمال في حيّه من ابتزازات عصابة وانج لي تشاو. هذا يغضب وانج لي تشاو، وهو يطلب آه ليانج لقتل بروس. آه ليانج يتحطّم إلى دراجة بروس مع دراجة بخارية. ينجو بروس من التحطّم، لكن يدخل غيبوبة. تدفع هذه الحادثة آباء بروس لإرساله إلى أمريكا، يدرك بأنّ بقاء في هونغ كونغ ستؤدّي إلى موته حتما. خوف بأنّ المحاولة على حياة بروس ستتتبّع إلى عصابته، يأمر وانج لي تشاو الطفل الأصفر للقتل آه ليانج. في هذه الأثناء، يذهب بروس إلى أمريكا مع العمّ تشاو

### الجزء الثاني: المراهقة المتأخّرة في أمريكا
بروس يصرف الأسابيع القليلة الأولى معيشة في بيت العمّ تشاو في سياتل. العمّ تشاو ثمّ يخبر بروس بأنّه يجب أن يترك عمّ تشاو وعنده حياة أفضل. يتّهم بروس عمّ تشاو بأنّه فقط يريد التخلّص منه، لكنّه يعمل بينما عمّ تشاو يقول ويترك. يقابل جيسي، سائق سيارة أجرة أمريكي أفريقي الذي يغشّ بروس خارج بعض المال، لكن لاحقا يصبح صديق وتابع موالي بعد أن يوفّره بروس من بعض المجرمين
يصل بروس إلى مطعم الآنسة. روبي، زميلة الصيني وصديق عمّ تشاو. الآنسة. يترك روبي بروس يعيش في سرداب مطعمها، ويستخدمه ك مساعد وغسالة صحون. يترك شغله لاحقا لكي يذهب إلى المدرسة. يسجّل في مدرسة إديسون التقنية، ، وبمساعدة جيسي، كان قادر على إستئجار غرفة صغيرة ويحصل على عمل تسليم صحف. في المدرسة، يقابل الونا، والاثنان يشغلان سريعا في علاقة رومانسية. في برنامج مدرسته، يتحدّى بروس الكراطي يتّفق مع كنغه فو الصيني. يغضب فريق الكراطي، وهم يتحدّونه إلى معركة رسمية. يوافق بروس على محاربة، لكن فقط إذا سيد كيمرا، الكراطي خبير سياتل، سيكون الواحد لمحاربته وإذا مراسلين سيغطّون الحدث. يوافق كيمرا إلى هذا. هو وبروس يحارب، وبروس يهزمه في إحدى عشرة ثانية مدهشة. هذا تجعل كيمرا يستجوب اعتقاداته حول فنون الدفاع الذاتي ويصبح مسحورا بكنغ فو بروس الذي يطلب أن يكون أكثر معلّم حوله. بروس يهبط، لكن إصرار كيمرا يلبسه قريبا أسفل وبروس يقبل كيمرا بتذمّر كطالبه
يغضب هذا عمل كيمرا جالية كارات. يرفض ترك التعلّم من بروس، وهو يعتبر مرفوض قريبا. يصبح كيمرا واحدا من أصدقاء بروس الأقرب، وهم يبقون أيضا طالب معلّم علاقة لعدّة سنوات. يشترك بروس مع كيمرا سرّ كنغه فو قريبا، الذي في الحقيقة خليط الحركات من يونج تشان تشوان، ملاكمة، وحتى من cha cha. هذا الأسلوب الغريب لبروس ينجم عن اعتقاده تلك فنون الدفاع الذاتي يجب أن تكون عملية وصالحة للإستعمال في المعركة الفعلية. يأخذ ينتقل من لذا في أغلب الأحيان أسلوب معيّن ويكيّفهم إلى ملكه

### الجزء الثالث: سنوات وافتتاح كليّة مدرسة كنغ فو
يعبر بروس امتحان المدخل في جامعة واشنطن. الغير متأكد ما هو يجب أن رئيسي في، يسأل عن نصيحة الأستاذ كين. بعد مناقشة طويلة، يقرّر بروس على الموافقة على الفلسفة. يطبّق بروس العديد من لاحقا الذي يتعلّم في المدرسة إلى فنون الدفاع الذاتي. يأخذ a اهتمام معيّن في فلسفة ين يانج. يبدأ تعليم الكنغ فو أيضا لمجّاني إلى زملاء دراسته
يتكلّم كيمرا معه حول افتتاح مدرسة الكنغ فو الصينية. يعترف بروس بأنّ بينما هو حلمه لفتح واحد، هو لا يستطيع تحمّله. كيمرا ثمّ يتطوّع لبيع dojoه ويستعمل المال لمساعدة بروس، لكن بروس يرفض، يقول بأنّه لا يريد لكي يكون مدين إلى كيمرا ذلك الطريق. يبيع كيمرا dojo على أية حال. بروس مغضب في باديء الأمر، لكن يقبل مساعدة كيمرا قريبا، يقسم على مكافئته يوما ما.
يحثّ الونا بروس للمجيء إلى الفلبين معها، أين هم يمكن أن يشتركوا في حياة الراحة سوية. بروس يخبرها بأنّه لا يريد ترك أمريكا بسبب حلمه تصبح سيد كنغ فو وفيلسوف. يظهر الونا كراهيتها للكنغ فو. يتحطّم بروس معها، يعرف بأنّها لن تفهم عاطفته. هو ثمّ يقابل حجر ليندا. البداية تؤرّخان، وبروس يخبر ليندا عن أحلامه. تبدأ بتشارك بحماسه مع الكنغ فو وتبدأ أخذ بعض دروس الكنغ فو حتى من بروس
كيمرا وبروس يستأجران سرداب لمدرسة الكنغ فو، لكن ليندا تنصحهم لتأخير الافتتاح لكي يشارك في المهرجان الثقافي الآسيوي، حدث الذي إعتقدت سيعمل ك طريق جيد للترويج لافتتاح المدرسة. يوافق بروس على هذا. ترقيتهم كانت تنجح، حتى بروس تحدّى وهزم من قبل ياماموتو، سيد dan karate الذي يحمل حقد على بروس للمستوى الواطئ المتكلّم لkarate. يطلب بروس ل إعادة مباراة ويفقد ثانية، لكنّه يرفض توقّف ياماموتو متحدي
بلير يجعل عودة ظهور في حياة بروس. يسجّل أيضا في مدرسة بروس، ويصبح مساعدة عظيمة إلى تحسين بروس بحثّ الأستاذ دان إنوسانتو صديقه، فيل صباحا تقنيات فنون الدفاع الذاتي خبير في، للاجتماع ببروس. يصبح إنوسانتو واحدا من أصدقاء بروس الأقرب بالإضافة إلى مستشاره العرضي على فنون الدفاع الذاتي. والي جاي، سيد مصارعة يابانية، يزعج اهتمام بروس. يتحدّى والي جاي لكي يتعلّم أكثر حول تقنيات المصارعة اليابانية. في نهاية المباراة هي كانت ظاهر التي بروس سيربح، لكنّه يختار ترك المبارزة في سحب لكي والي جاي قد يبقي سمعته. هذا يكسبه يحترم من والي جاي، ومعرفة التبادل على فنون الدفاع الذاتي.
المعتقد ذلك الوحيد في قتال سادة فنون الدفاع الذاتي المختلفين يمكن أن يحسّن أسلوبه، مناصب بروس إشارة في باب مدرسته تحتوي بيان نحاسي من التحدي، «لا مسألة التي الوقت أو مكان أو شخص، إذا أنا متحدّى، أنا سأكون هناك. - بروس لي.» يغضب عرضه من التكبّر جالية فنون الدفاع الذاتي وهم يرسلون ياماموتو لهزيمة بروس بشكل نهائي. على أية حال، الآن مجهّز بالتقنيات الجديدة من المصارعة اليابانية والنصيحة الحكيمة من إنوسانتو، يهزم بروس ياماموتو.
يوافق ياماموتو على تعليم بروس البعض من karateه الخاص أخيرا كبديل للدروس على كنغ فو بروس. يعلّم بروس كلّ شيء عرف إلى ياماموتو، حتى إذا عرف بأنّ المشكّل ما كان يعمل نفس. هذه التجارة كانت في الحقيقة a حيلة على جزء ياماموتو، التي سمحت للفنان العسكري الآخر سمّى إد باركر للتعلّم كلّ حركات بروس. إد باركر ثمّ يحارب بروس ويستعمل لكمة ري زي بروس لهزيمته. ينتهي بروس في مستشفى بسبب إصاباته. يبدو إد باركر مذنبا لهذا بعد ذلك، يدرك بأنّ ما هو كان غير شريف. يزور بروس في المستشفى ويعتذر رسميا. يعطي إد سنواته الـ20 أيضا تساوي ملاحظات على karate إلى بروس، التي يستعمل بروس بسرور للتوسّع على نظريات فنون الدفاع الذاتي.
تقابل أمّ ليندا بروس، ومن الواضح أنّ تكرهه. هي تطلب من ليندا التحطيم مع بروس، لكن ليندا ترفض وتترك بيتهم. أمّها تعاني من سكتة قلبية. يحثّ بروس ليندا لزيارة أمّها على الرغم من اختلافاتهم. يذهب مع ليندا إلى المستشفى، ويربح موافقة أمّ ليندا.
يأخذ بروس جزءا في منافسة كاليفورنيا كارات ويهزم بطل ثلاثة مرّات هوفمان. بعد المباراة، يقترب هوفمان من بروس وهم يعلّمون بعضهم البعض. يتكلّم هوفمان مع بروس أيضا حول انتقال مدرسة كنغه فو إلى أوكلند، حيث هوفمان يعتقد بأنّه سيلفت الطلاب والانتباه الأكثر. بروس يوافق ويقرّر الذهاب إلى أوكلند فورا، إلى فزع أصدقائه. يترك الكلية ويعرض مع السّلامة إلى الأستاذ كين. يصبح ليندا عنيفة معه لعدم مناقشة هذا معها. بروس يطلب منها زواجه لكن ليندا ترفض. شجارهم ينتهي اليوم التالي عندما يدرك ليندا كم تحبّ بروس، وتوافق على زواجه. يبدأ بروس زواجهم حالا. عندهم زفاف في الهواء الطلق، حضر من قبل أصدقائهم الأقرب وأمّ ليندا. يقرّر ليندا أيضا أن تترك مدرسة. تحمل قريبا مع طفلهم الأول، براندون

### الجزء الرابع: أوكلند
بروس يشتري بيت له وليندا، ويفتح مدرسة كنغ فو أكبر بمساعدة أصدقائه جيسي، كيمرا وعمّ تشاو. الإيجار، على أية حال كان غالي جدا لبروس، لذا عمّ تشاو يقرّر إعارته المال
في هذه الأثناء، يصبح سادة الكنغ فو في أمريكا مغضبين مع بروس لرفع فنون الدفاع الذاتي يتعلّمون بدون مفاتحة سيد وانج، رئيس جمعية فنون الدفاع الذاتي الصينية في كاليفورنيا. على قمة هذه، يعلّم بروس العديد من الطلاب غير صينيين أيضا، الذي يمنعون بصرامة بين الصينيين. يتحدّى السادة بروس إلى مباراة رسمية ضدّ الطفل الأصفر. يجب أن يفقد، بروس أمّا لإغلاق مدرسته أو للتوقّف عن تعليم ناس غير الصينيين. لكن يجب أن يربح، بروس سيسمح للإستمرار بإدارة مدرسته أيّ طريق أراد. إنّ المعركة بعنف كلّ ضدّ الآخر، لكن المعركة تقاطع عندما يدخل ليندا العمل بشكل مفاجئ. إنّ المباراة تتوقّف، وطفل أصفر يسمح لبروس قبل 15 يوما هم يجب أن يحاربوا ثانية
يذهب بروس إلى البيت إلى هونغ كونغ بعد استلام الأخبار المتجهمة التي أبّيه مات. يعود إلى أمريكا لمباراته مع الطفل الأصفر. السيد وانج، يرى كيف المباراة كانت ستنتهي حتما، يعلن بروس الفائز. هذا يغضب طفلا أصفرا، وفي نوبة الغضب، يضرب بروس على الظهر مع قطعة كبيرة من الخشب. هذا يجرح بروس بشدّة، ويشلّه من الخصر للأسفل. هو مخبر من قبل أطبائه بإنّه قد لا يمشي ثانية، ناهيك عن فنون الدفاع الذاتي الممارسة. مذعور بهذه الأخبار، بروس يصبح مكتئبا ومسحوب، إدّعاء بأنّ هو بالأحرى يموت من لا يكون قادر على مزاولة كنغه فو. على أية حال، كلمات صارمة ومشجّعة من ليندا تجعله يصمّم للمشي ثانية. يزور السيد وانج بروس سويّة مع سادة الكنغ فو الآخرين. سوية، هم جميعا يعتذرون عن ما طفل أصفر وسجدوا أسفل لإستجداء مغفرة بروس. بروس يطلب منهم كلّ نهوض، يقول الذي بدلا من أن يحارب بين أنفسهم، هم صينيون يجب أن يقفوا متّحدون. كلماته تكسبه احترام عميق من السادة، خصوصا من وانج.
شلله السفلي يحصر بروس في كرسي معوّقين. غير قادر على تعليم أكثر، أمر أصدقائه لإغلاق المدرسة، وهم يلتزمون بتردّد. بمساعدة ليندا، بروس يكتب كتاب حول نظريات فنون الدفاع الذاتي. ليندا تقرّر جلب بيت براندون، الذي كان يبقى مع أمّها منذ أن جرح بروس ظهره. تجعل جناح براندون وحده وتخبره للمشي إلى بروس. إلى رعب بروس، بدايات براندون تسقط. أثار بالخوف لإبنه، يمتدّ بروس إلى براندون بشكل انعكاسي، ، وإلى له ومفاجأة ليندا، كان قادر على النهوض. يستعيد بروس قوّته ببطئ ويبدأ بالتدريب ثانية. سوية مع العمّ تشاو وكيمرا، يقرّر دعوة أسلوبه «جييت كان يعمل». يعيدون فتح مدرسة الكنغ فو، وتغري أخبار تحسّن بروس الإعجوبي العديد من الناس أن يصبحوا طلابه. يقرّر بروس أيضا أن ينضمّ إلى بطولة كارات الوطنية. إنوسانتو يخبره بأنّ منافسي بروس الوحيدون الحقيقيون في المنافسة تشوك نوريس، المدافع عن اللقب وبياو زينجي, taekwondo عبقري. العارف الذي تيار بروس لن يكون بما فيه الكفاية أن يهزم تشوك نوريس، ينصح إنوسانتو بروس للملاكمة مع بياو ويبدّل تقنيات معه. تشوك نوريس، من الناحية الأخرى، سوعد من قبل إد باركر، ياماموتو ووالي جاي.
الاثنان يقابل أخيرا في نظير البطولة. كبروس ونوريس ماهر بانتظام تقريبا، المعركة كانت صعبة لهم كلتا. أثبت نوريس لكي يكون معارض هائل، لكن بروس يسود في النهاية. شهرة بروس في عالم فنون الدفاع الذاتي تزعج اهتمام جورج، منتج هوليود. يتكلّم مع بروس حول جعل الفلم الذي يعرض بروس وجييت كانه يعمل. بروس مسرور في الفكرة، ليشعر بأنّه كان وقتا لتغيير الرسوم السخيفة بالأحرى من شعبه في الأفلام. رأى الأفلام كالوسط خلال أيّ العالم يغيّر انطباعاتهم من الصينيين
بروس يقرّر متابعة هوليود. لكي يعمل ذلك، يترك أوكلند وينتقل إلى لوس أنجليس مع ليندا وبراندون. يقرّر أيضا أن يترك مدرسة الكنغ فو إلى كيمرا وعمّ تشاو.
جورج، بروس وكاتب النصوص السينمائية روبرت يفكّر بابداع على مؤامرة الفلم، التي هم ثمّ دعوا كنغ فو. يرى رئيس جورج السّيد وليام الإمكانية العظيمة في الفلم؛ على أية حال، هو لم يقنع الذي رجل صيني مثل بروس يجب أن يلعب التقدّم. بدون معرفة جورج، يرتّب وليام لممثل هوليود روبرت دوغلاس الّذي سيعلّم كنغ فو من قبل بروس، لكي هو يمكن أن يكون الممثل الرئيسي للفلم. يكتشف بروس وجورج حول نوايا وليام. بروس يغضب لذا في المكر بإنّه حتى يتّهم جورج به في الكذب. على الرغم من هذا، بروس يرفض العودة إلى أوكلند، وطرازات معيشة بتدريب ضبّاط شرطة لوس أنجليس بدلا من ذلك.
يذهب بروس إلى هونغ كونغ مع ليندا وبراندون. يدفع زيارة لإتقانك، الذي، كما يظهر، أهنت عندما خلقت بروس جييت كان يعمل. شعر بأنّ بروس كان متغطرس وعديم الاحترام. يطمأن بروس سيدا أنت بأنّ جييت كان أسلوب عملي من قتال الذي يدين بالكثير للسيد أنت يونج تشان تشوان.
جورج مرة أخرى يجيء إلى بروس مع مشروع تلفزيون. ما زال حذر من المكر الآخر، اجتماعات بروس جورج بالشكوكية. على أية حال، جورج يعطيه عقد و2000$ إيداع مقدما. هذا يزيل شكوك بروس وهو يوافق على العمل على المسلسل التلفزيوني، هورنيت الأخضر ككاتو. يتحوّل هورنيت الأخضر إلى ضرب سلسلة وفصل ثاني موعود، لكن السّيد وليام يقرّر إيقاف المعرض.
ما زال يصمّم على سماح بدخول نجم بروس فلم، يقنع جورج بروس للعمل على الناي الصامت السينمائي. كما هو الحال مع أفكارهم الماضية، ناي صامت سيعرض كنغ فو. يمنح السّيد وليام رخصة جورج لجعل الفلم، بالشرط بإنّه سيصوّر في الهند. جورج وبروس يحاولان إرضاء هذا التعبير؛ على أية حال، هم لا يستطيعون أن يجدوا مواقع التسجيل المناسبة في الهند. جورج يخبر السّيد وليام عن مأزقهم، والسّيد وليام يعترف بالحقيقة: عنده 800,000$ أودع في الهند بأنّه يمكن فقط أن يستعمل في الهند. السبب الوحيد الذي وافق على جعل الفلم كان لذا المال لن يهدر. السّيد وليام ثمّ يعطيهم الاختيار من كلا التصوير في الهند، أو يلغون المشروع كليّا. بروس يرفض مساومة، والفلم ملغي.

### الجزء السادس: الشهرة في هونغ كونغ
الصناعة السينمائية على أية حال ما غلقت أبوابها بالكامل على بروس. شركة فلم هونغ كونغ حصاد ذهبي يريده خارج مع مشروع سينمائي، الرئيس الكبير. رئيس الشركة، السّيد تشو، رأى بروس لي كالطريق لتوفير حصاد ذهبي من دخول الإفلاس. يسافرون إلى تايلند، موقع إطلاق النار للفلم. بينما الفلم جعل، يرسل الملاكم التايلاندي البارع الملك تشارلز بروس رسالة التحدي. يقبل بروس التحدي بسعادة، لكن يصرف البعض يوقّتون أولا للتعلّم حول الملاكمة التايلاندية. يخبر الملك تشارلز أيضا بأنّ مبارزتهم ستصوّر، وإذا ربح بروس، هو سيصل إلى استعمال الفلم في الرئيس الكبير. هو والملك تشارلز يحارب، وانتصارات بروس. بالأضافة إلى فلم المعركة، يعلّم الملك تشارلز بروس أيضا حول سرّ تقنية ركبته الشرسة: الأحذية الحديدية الثقيلة، التي منها يعطي بروس زوج
الرئيس الكبير يصبح نجاح شباك تذاكر وبروس يصبحان نجم سينمائي مشهور ومطلوب في هونغ كونغ وفي البلدان الآسيوية القريبة الأخرى. مع ذلك يستلم عروض أخرى من الشركات الأخرى، بروس يقرّر البقاء بالحصاد الذهبي، إلى الإغاثة وتقدير السّيد تشو. يعطي السّيد تشو بروس أثّث بيت بالكامل ك هدية، ويجيء ليندا إلى هونغ كونغ سويّة مع براندون وشانون للعيش مع بروس.
يبدأ بروس بالعمل على فلمه الثاني، قبضة الغضب، لكن يطلب مقدما بأنّه يكون معطية السلطة بأنّ مدير عنده. السّيد تشو يلتزم، لكن هذا الترتيب يسبّب بعض الاحتكاك بين بروس والمدير السينمائي، المدير هو.
بروس كان يعمل باستمرار على مخطوطة طريق التنين، فلم الذي خطّط لتوجيه نفسه. السّيد تشو متردد، في تأجير بروس يكتب ويوجّه فلمه الخاص، لكن شكوكه تختفي على قراءة مخطوطة بروس. يقترح السّيد تشو أيضا بأنّ بروس يشغّل شركة إنتاجه الخاصة تحت الحصاد الذهبي. هذا الطريق، بروس سيكون قادر على الإنجاز كلّ رآه. بروس يوافق، ويبدأ إنتاج طريق التنين

### الجزء السابع: الشهرة والموت الدولي
يتجاوز نجاح طريق التنين أولئك بعيدا من أفلام بروس السابقة، يقذفه إلى stardom دولي. تسمع هوليود عن نجاحه في آسيا. السّيد وليام، يدرك خطأه في لا يتابع بروس قبل ذلك، يرسل جورج لعرض فلم بروس الآخر ودمّ وفولاذ. الحذرة للإمكانية الأخرى لحد الآن وجود كذب إلى، بالأضافة إلى الحقيقة بإنّه حاليا يعمل اللعبة السينمائية من الموت، بروس يرفض في باديء الأمر. يتكلّم بروس مع السّيد تشو، الذي ثمّ يطمأنه بأنّه قد يعمل مع هوليود. نصح بروس لتمثيل حصاد ذهبي لكي المشروع سيصبح مشروع مشترك بينهم وهوليود. يقبل بروس العرض ويؤجّل عمل لعبة الموت لكي تعمل مع هوليود. هو ثمّ يغيّر العنوان السينمائي للدمّ والفولاذ إلى إنتر، التنين. في منتصف جعل الفلم، انهيار بروس ينتظر أن يجهد أسرع إلى مستشفى
سلسلة نداءات المزحة في منتصف الليل تبدأ الحدث في عائلة لي، يخيف ليندا فورا. في هذه الأثناء، ما زال في المستشفى للفحوص الأخرى، بروس يصبح ضجرا ويقرّر ذهاب إلى البيت على الرغم من نصيحة طبيبه. هو ثمّ يستلم نداء من آه قول لين بأنّ السيد متّ. يحضر بروس الصحوة لكن لا تذهب إلى الجنازة. يزور سيدا تحفر بعد ذلك، يظهر خوفه ذلك السيد أنت غاضب منه لخلق جييت كان يعمل.
ربما أثّر عليه من السيد أنت موت، صفقات بروس وثيقة تأمين على الحياة. هو ثمّ يستأنف إنتاج لعبته السينمائية للموت. رأسه يوجّع من وقت لآخر، لكنّه يرفض ارتياح، الذي يعمل خوف ليندا لصحته
هو ثمّ كشف بأنّه كان طفلا أصفرا الذي كان يضايق ليندا بالمكالمات الهاتفية آخر الليل. يتحدّى بروس إلى المعركة الأخرى لحد الآن. ليندا وبروس يتحدّثان عن تحدي الطفل الأصفر. ليندا ضدّه، لكن بروس يجادل بأنّ الطفل الأصفر سيستمرّ بمضايقتهم إذا بروس لا يقبل التحدي.
ليندا، كيمرا، الأستاذ إنوسانتو، سويّة مع إخوة بروس من يونج تشان تشوان يعمل كالمشاهدين في المعركة. يهزم بروس طفلا أصفرا لكن لا يوجّه ينهي ضربة. ينتهي المشهد بعرض ليندا منشفة لتصفير الطفل. يقبل الطفل الأصفر المنشفة ويظهر أن يكون عنده تغيير رأي
بروس ثمّ يزور بيت رجل كسياو ويستمرّ يجتمع بها والسّيد تشو لمناقشة مشاريعهم القادمة. في هذه الأثناء، ينتظر ليندا بروس بقلق للرجوع للبيت. يعاني بروس من الصداع الآخر ويشتكي من الدوخة، لذا هو جعل للإضطجاع على أريكة. رجل كسياو يعطيه مسكّن آلام وهو ينام. هو لا يستعيد وعي وأسرع لذا إلى مستشفى، حيث أنّ هو ثمّ أعلن لكي يكون ميتة
يعرض الجزء الأخير للحادثة مقالات الصحيفة الأصلية، بالإضافة إلى الفلم القديم على الحداد الوطني لموت بروس. قبر بروس مزار من قبل ليندا وأصدقاء بروس. صوت يروي هكذا بروس لي أثّر على وجهة نظر العالم كثيرا على الصينيين وكنغهم فو، سويّة مع مساهماته إلى أفلام الكنغ فو. تنتهي الحادثة ب صوت ضعيف يهمس، "شه.. . لا توقظه فقد مات ...

## روابط خارجية
- الأسطورة بروس لي على موقع IMDb (الإنجليزية)
- الأسطورة بروس لي على موقع نتفليكس (الإنجليزية)
- الأسطورة بروس لي على موقع كينوبويسك (الروسية)
- الأسطورة بروس لي على موقع ألو سيني (الفرنسية)
- الأسطورة بروس لي على موقع قاعدة بيانات الفيلم (الإنجليزية)